# Đorđe Balašević
Đorđe Balašević (Servisch: Ђорђе Балашевић; Novi Sad, 11 mei 1953 - aldaar, 19 februari 2021) was een Servisch zanger en singer-songwriter.

## Biografie

### Jeugd
Balašević werd geboren als zoon van een Servische vader en een Hongaars-Kroatische moeder uit Koprivnica (Kroatië). Hij had een oudere zus. De achternaam van zijn grootvader was Balaš, maar tijdens de Tweede Wereldoorlog veranderde zijn grootvader het in Balašević uit angst voor magyarisatie.

### Carrière
Balašević begon zijn carrière in 1977 als lid van de pop-rockband Žetva, voordat hij vertrok om zijn eigen band Rani Mraz op te richten. Na het uitbrengen van twee albums ging zijn band Rani Mraz uit elkaar en begon Balašević aan een succesvolle solocarrière, tot aan zijn dood. Hoewel zijn werken voornamelijk poprock-georiënteerd waren, gebruikte hij in zijn latere carrière vaak elementen van rock, chanson en volksmuziek. Zijn teksten gingen vaak over romantische, burleske of politieke en maatschappelijke thema's.

### Privé
Balašević woonde in Novi Sad, in hetzelfde huis als waar hij opgroeide, samen met zijn vrouw Olivera (geboren te Zrenjanin), ballerina en lid van het nationale turnteam. Hij had drie kinderen: dochters Jovana (actrice, geboren in 1980) en Jelena (geboren in 1984), en zoon Aleksa (geboren in 1994).
Balašević overleed op 19 februari 2021 aan een longontsteking, veroorzaakt door COVID-19.

## Discografie

### Albums
1. Mojoj mami umesto maturske slike u izlogu (1979) ("Rani Mraz")
2. Odlazi cirkus (1980) ("Rani Mraz")
3. Pub (1982)
4. Celovečernji The Kid (1983)
5. 003 (1985)
6. Bezdan (1986)
7. U tvojim molitvama - Balade (1987)
8. Panta Rei (1988)
9. Tri posleratna druga (1989)
10. Marim ja (1991)
11. Jedan od onih života (1993)
12. Naposletku (1996)
13. Devedesete (2000)
14. Dnevnik starog momka (2001)
15. Rani mraz (2004)

### Singles
1. U razdeljak te ljubim (1977) ("Žetva")
2. Oprosti mi, Catherine (1978) ("Rani Mraz")
3. Kristifore, crni sine (1978) ("Rani Mraz")
4. Računajte na nas (1978) ("Rani Mraz")
5. Ljubio sam snašu na salašu (1978)
6. Panonski mornar (1979) ("Rani Mraz")
7. Prvi januar (1979) ("Rani Mraz")
8. Marina (1980)
9. Priča o Vasi Ladačkom (1980)
10. Tri put sam video Tita (1981)
11. Hej čarobnjaci, svi su vam đaci (1982)

- Gemeinsame Normdatei: 1227809549
- International Standard Name Identifier: 0000 0000 6391 082X
- Library of Congress Control Number: n94058216
- MusicBrainz: 7e411606-59b6-4214-a12f-2798d2e4c683
- Nationale Bibliotheek van Tsjechië: js20221156487
- Nationale bibliotheek van Australië: 40448586
- Système universitaire de documentation: 078032474
- Trove: 1446835
- Virtual International Authority File: 55843656
- WorldCat: E39PBJqK9hVhh96Q8g9XxDycfq